# Dentridactylus raggei
Dentridactylus raggei is een rechtvleugelig insect uit de familie Tridactylidae. De wetenschappelijke naam van deze soort is voor het eerst geldig gepubliceerd in 1986 door Günther.